# Цвинтар Кулосаарі
Цвинтар Кулосаарі (фін. Kulosaaren hautausmaa) — невеликий цвинтар в столиці Фінляндії, місті Гельсінкі. Відкритий в 1925. Цвинтар Кулосаарі займає площу близько двох гектарів.
Розташований на острові Лепосаарі в районі Кулосаарі.
У 1927 була споруджена каплиця за проектом архітектора Армаса Ліндгрена. Нині тут поховані близько 1730 осіб. На цвинтарі є ділянка воїнів, загиблих під час Зимової війни та Другої світової війни.

## Відомі поховання

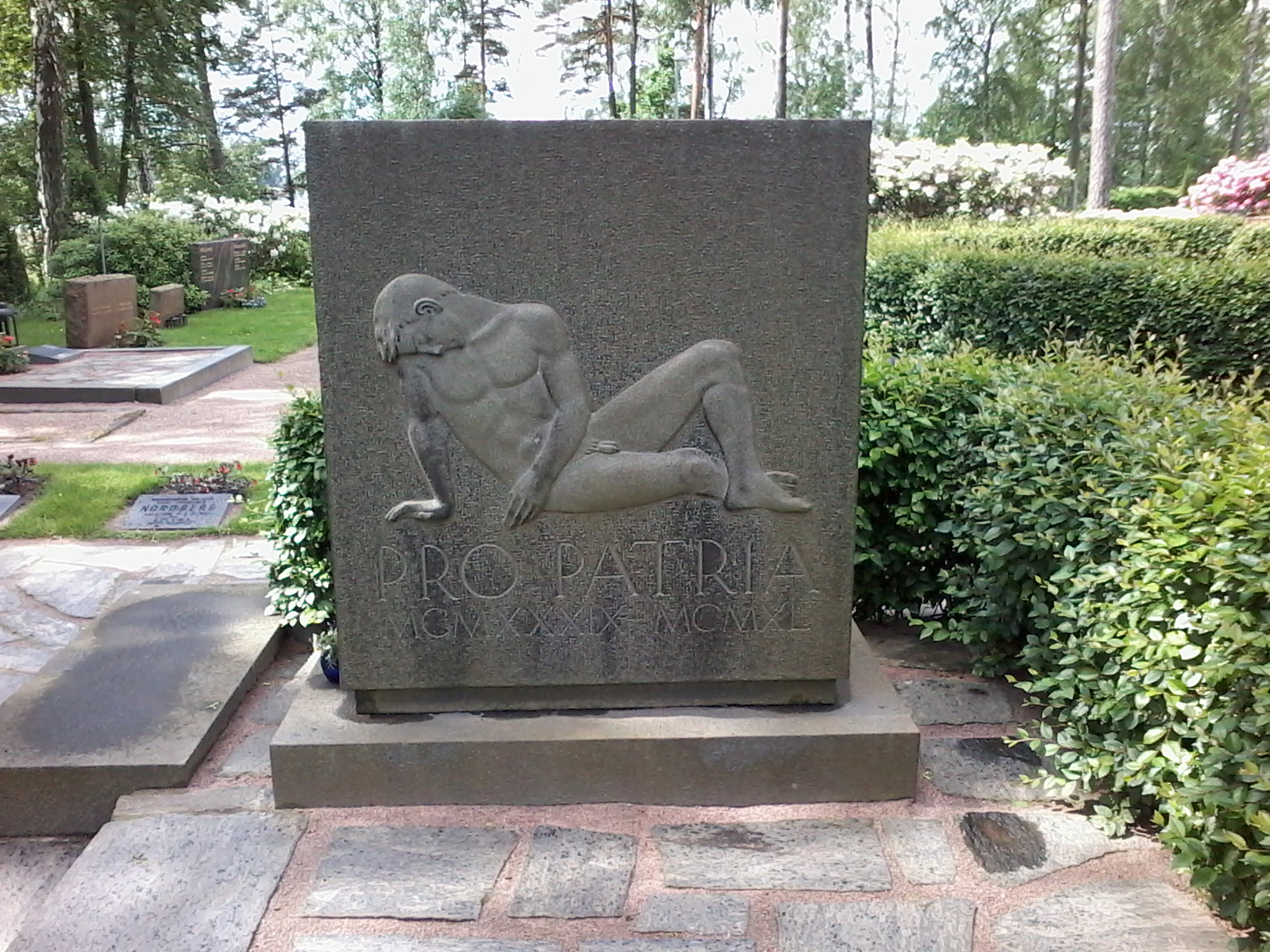
Pro Patria Memorial (1939–1945)

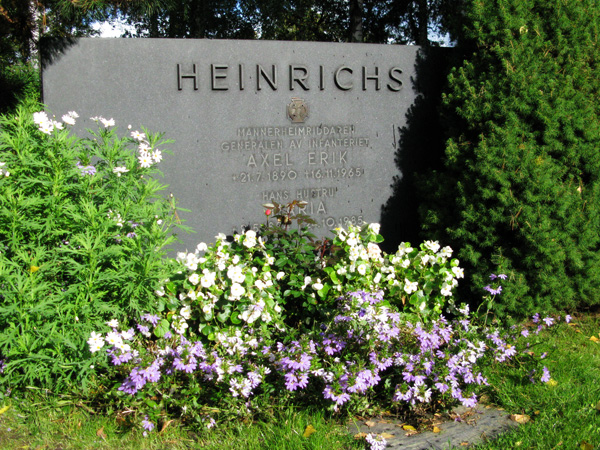
Могила Е. Гейнрікса

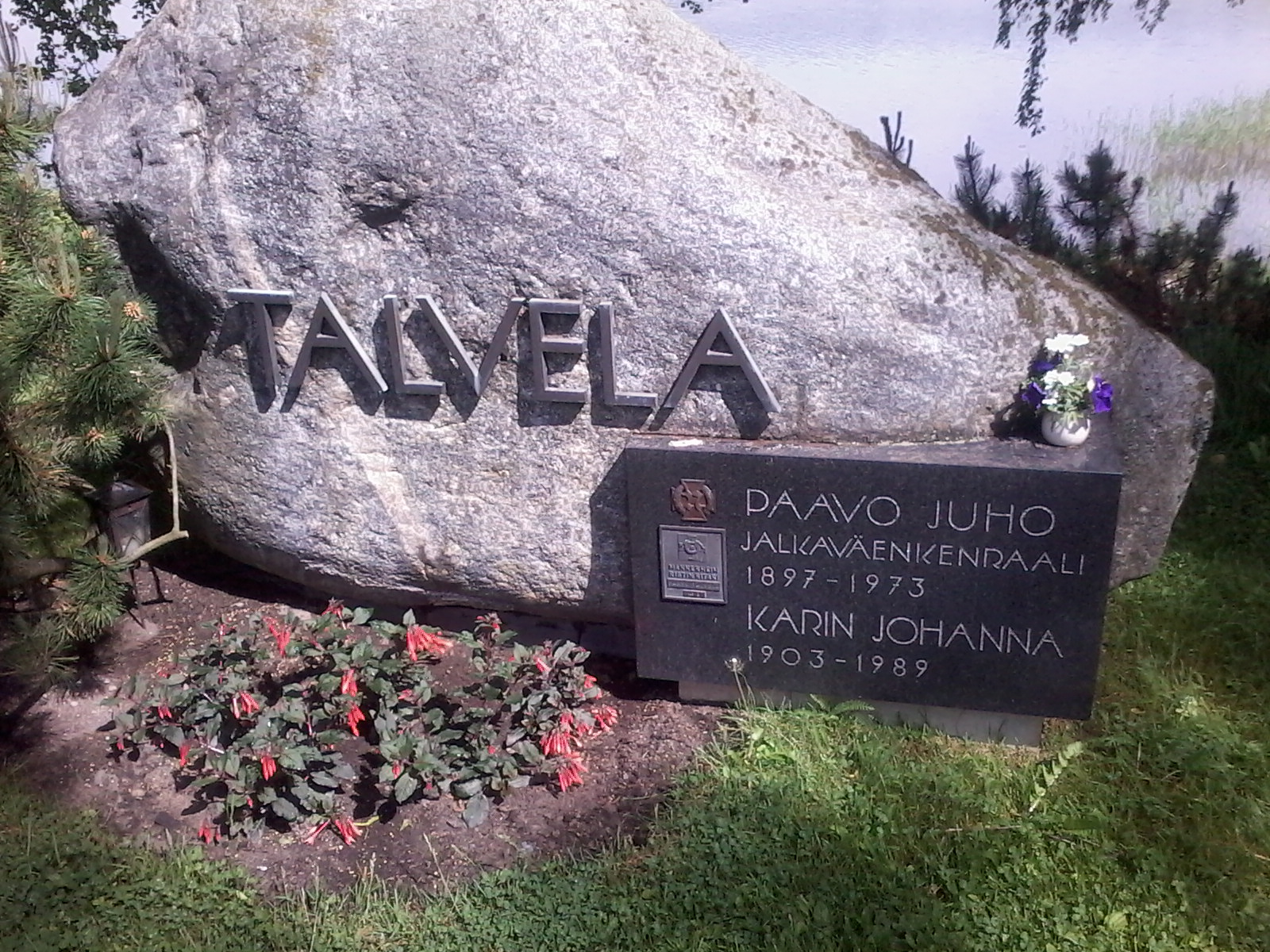
Могила П. Талвела

- Гаральд Андерсен — хоровий диригент, композитор і реформатор хорового співу
- Понтус Артті — дипломат, журналіст і письменник
- Кустаа Вількуна — етнограф і громадський діяч
- Гельґе Ґюлленберґ — мікробіолог, фахівець в області застосування в біології математичних методів
- Ганнес Колегмайнен — спортсмен, один з найсильніших стаєрів в історії спорту, багаторазовий чемпіон Олімпійських ігор в бігу на довгі дистанції
- Армас Ліндгрен — архітектор
- Айріс Салін — балерина
- Арне Сомерсало — військовий діяч, командувач Повітряних сил Фінляндії
- Пааво Талвела — військовий діяч, генерал піхоти
- Тойво Тікканен — спортсмен, стрілець, призер Олімпійських ігор
- Йоган Якоб Тікканен, — історик мистецтва
- Ханна Рённберг — художниця і письменниця
- Хейнрікс, Ерік — військовий діяч, командувач армією Карельського перешийка.